# José Manuel Rodríguez Portela
José Manuel Rodríguez Portela (La Coruña, España, 5 de octubre de 1962) es un exfutbolista español que se desempeñaba como defensa.

## Clubes
| Club                         | País   | Año       |
| ---------------------------- | ------ | --------- |
| R. C. Deportivo de La Coruña | España | 1981-1989 |
| Real Burgos C. F.            | España | 1989-1991 |
| Deportivo Alavés             | España | 1991-1993 |
| C.D. Mensajero               | España | 1993-1994 |
| Racing Club de Ferrol        | España | 1994-1995 |
| C.D. Mensajero               | España | 1995-1996 |